# Gbehlay-Geh District
Gbehlay-Geh är ett distrikt i Liberia.   Det ligger i regionen Nimba County, i den nordöstra delen av landet, 280 km öster om huvudstaden Monrovia.